# Sloupek (automobil)

Značení sloupků u různých typů karoserie

Sloupky jsou součástí karoserie automobilu, rozdělují boční skla a nesou střechu.

## Značení
Sloupky se značí velkými písmeny. Sloupky A rámují čelní sklo, sloupek B se nachází mezi předním a zadním oknem (u dvoudveřových kupé nebo hardtopů zpravidla chybí plnohodnotné sloupky B, ale jsou zde jen předěly, které nevyztužují karoserii, značení takových předělů se vynechává), sloupek C je za zadními dveřmi vozu. U vozů s karosérií SUV nebo kombi je za sloupkem C ještě sloupek D.

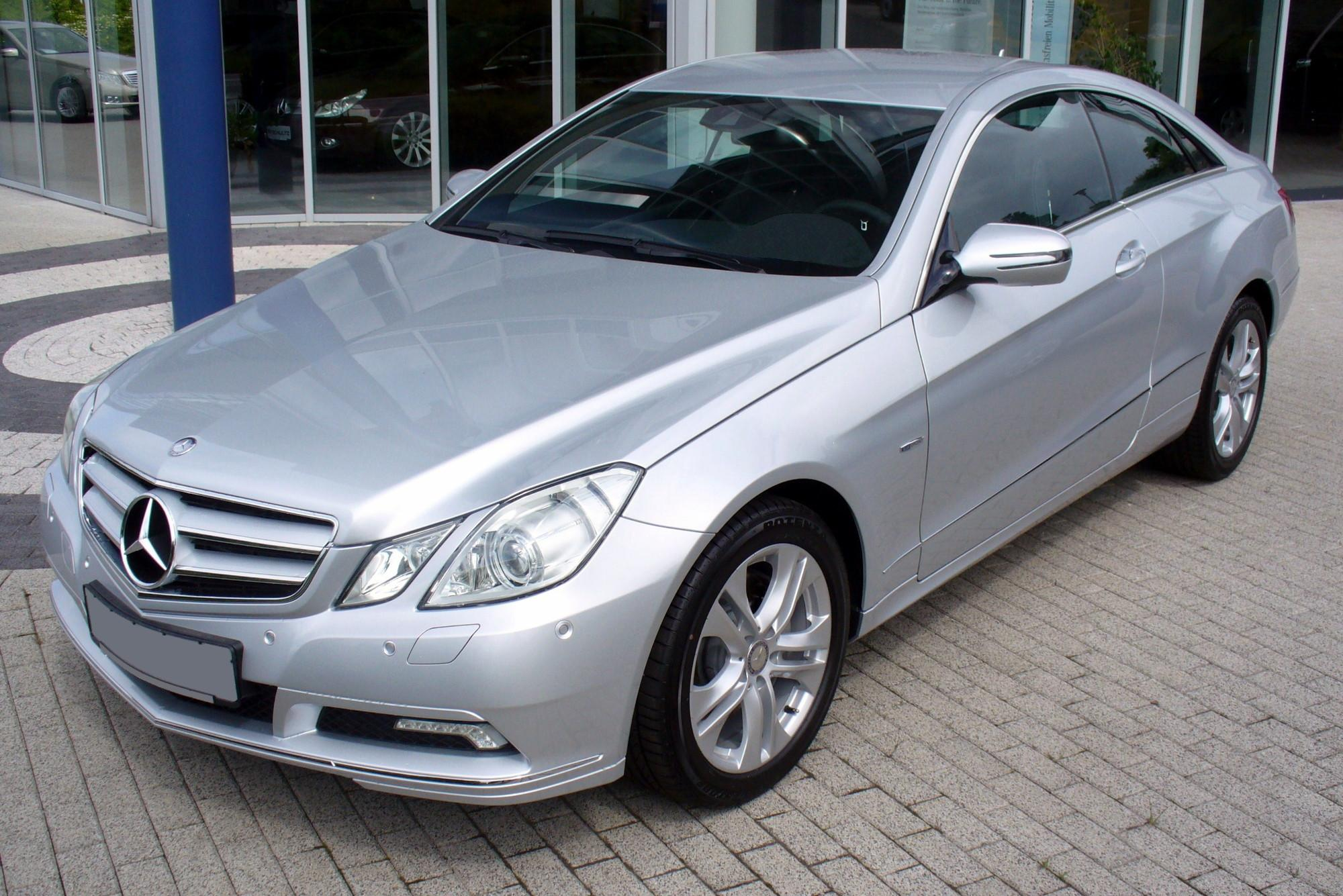
Mercedes-Benz třídy E v provedení kupé bez sloupku B
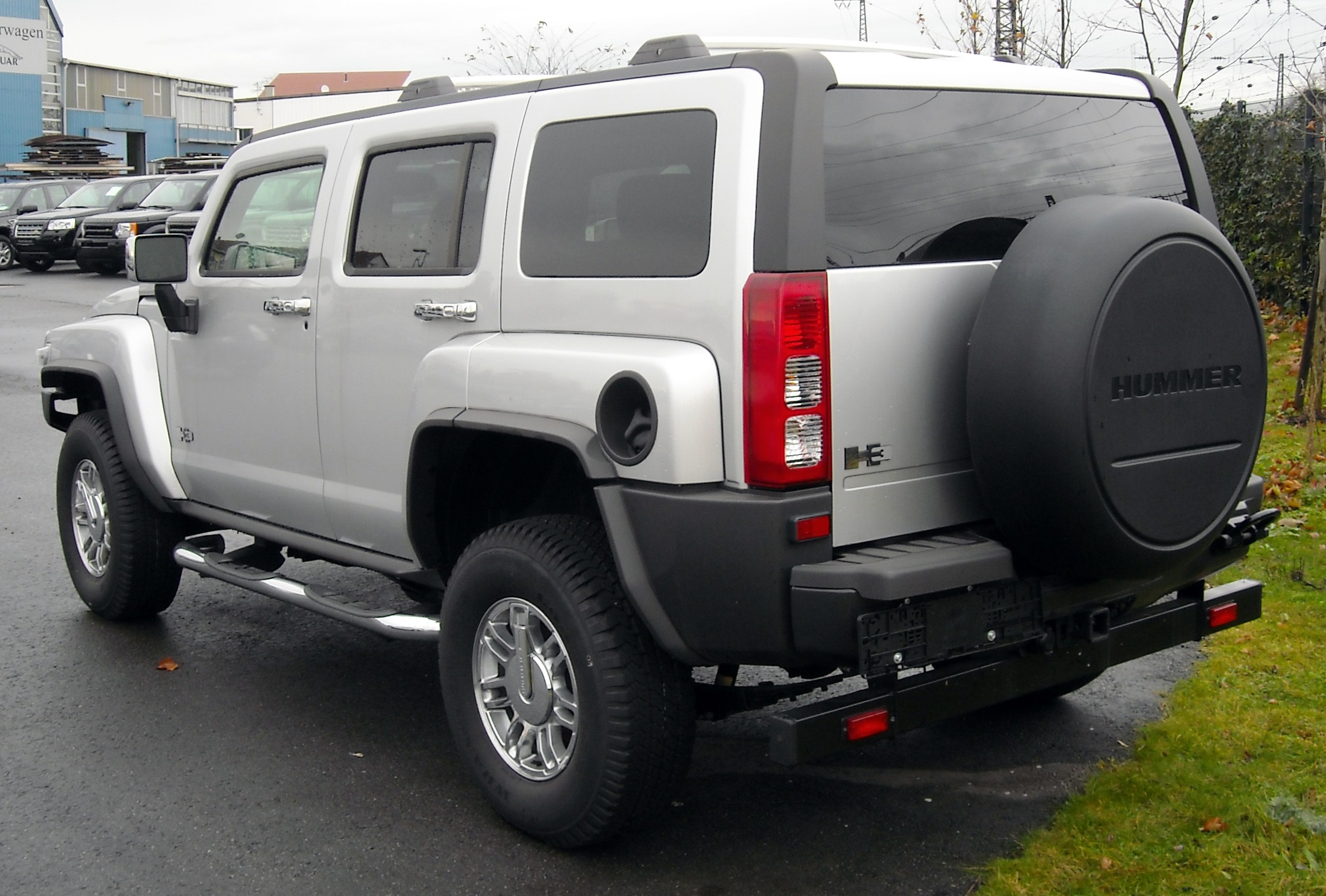
Pohled na masivní sloupky Hummeru H3 (Včetně sloupku D)
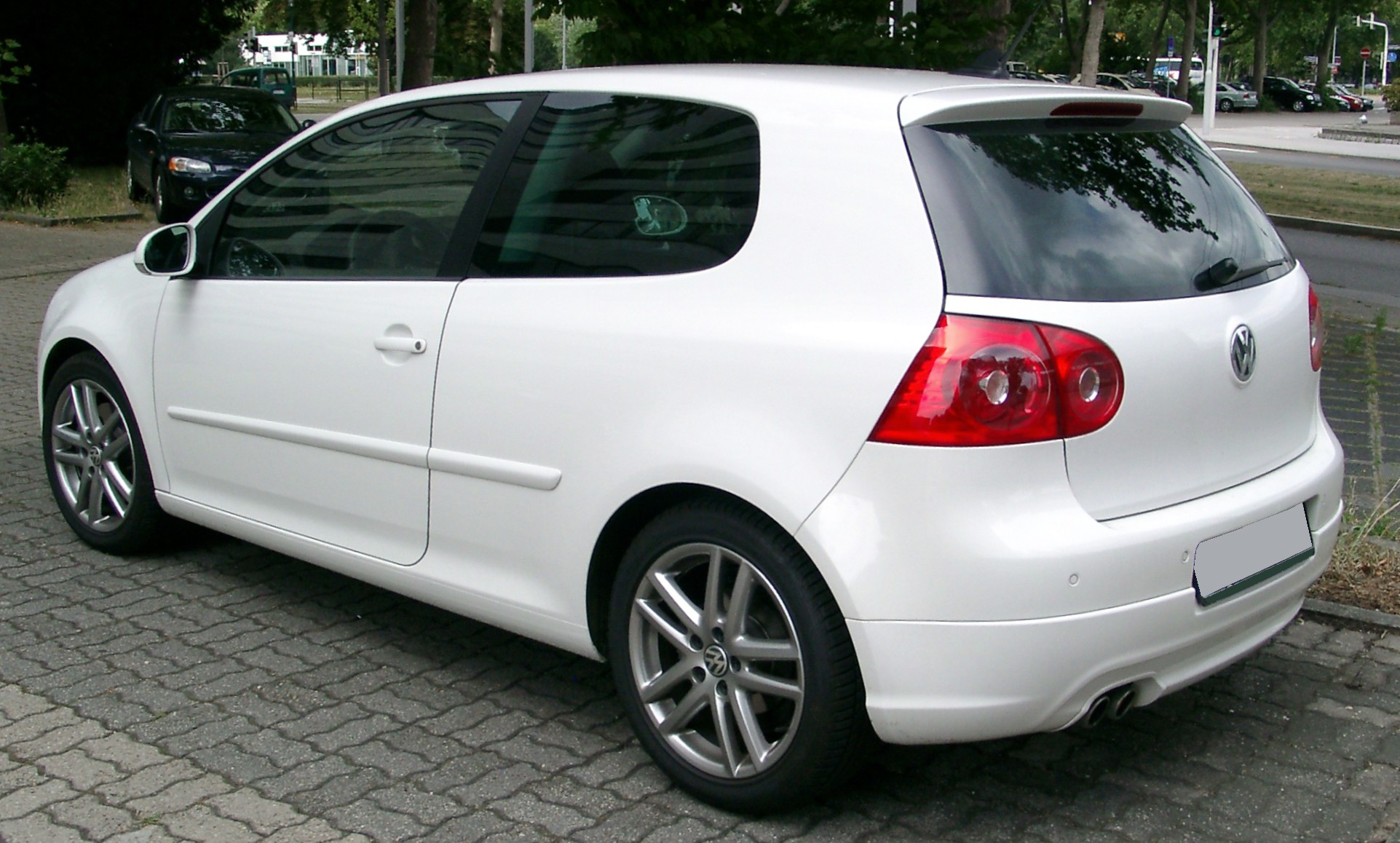
Hatchback Volkswagen Golf s nenápadným sloupkem B a širokým sloupkem C

## Inovativní řešení a bezpečnostní požadavky

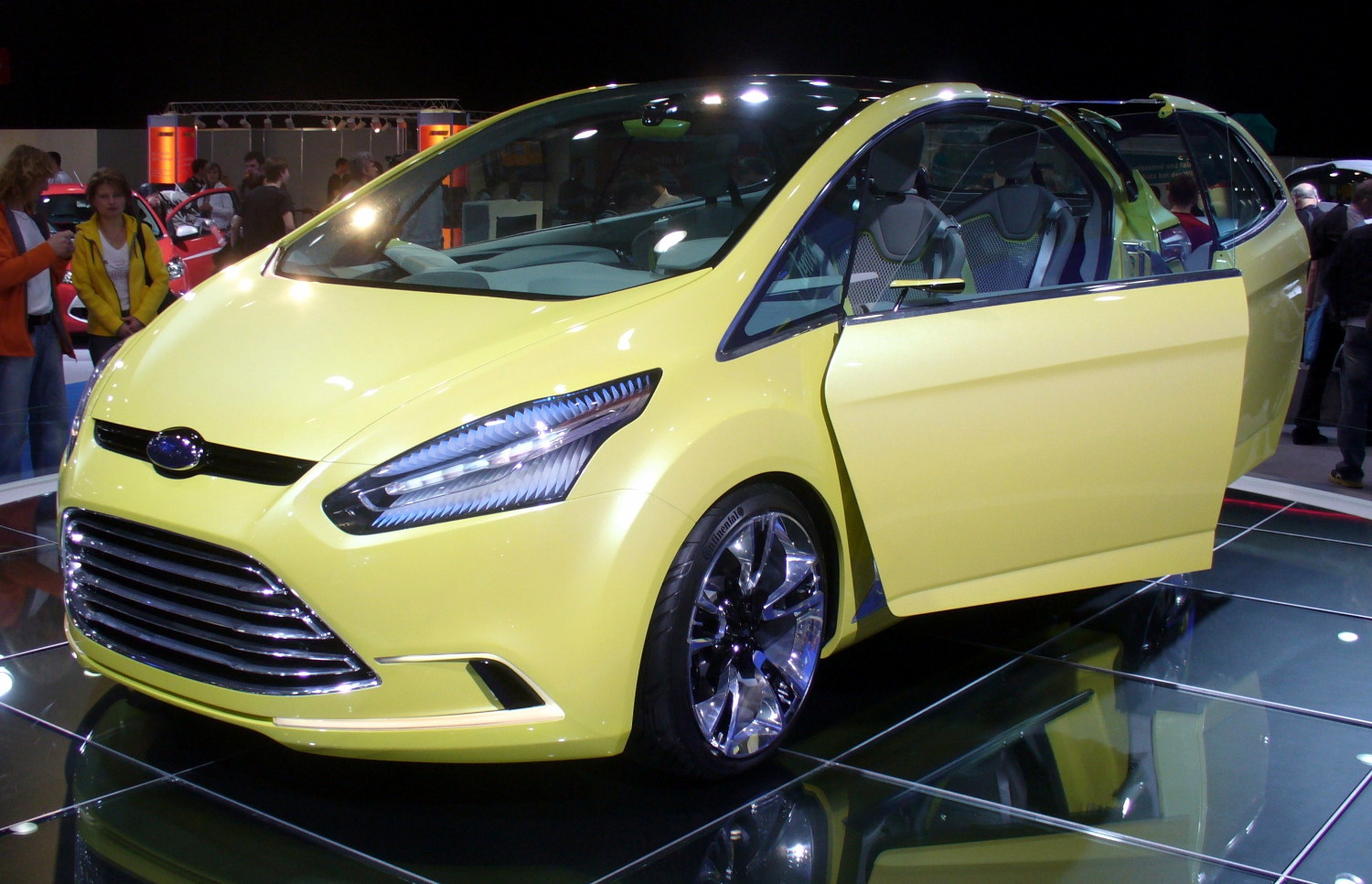
Koncept Ford Iosis Max bez sloupku B

Odolnost sloupků hraje důležitou roli při převrhnutí automobilu na střechu. Příliš masivní sloupky znesnadňují výhled z vozu.
Automobilová studie Volvo SCC z roku 2001 měla žebrované sloupky A, takže skrze ně bylo vidět, což mělo přispět k vyšší bezpečnosti. Volvo C30, které na koncept designově navazuje, se do výroby dostalo už se standardními sloupky A.
Mnohé automobilové koncepty vynechávají sloupky B i v segmentu MPV v kombinaci s otevíráním předních a zadních dveří proti sobě. Výhodou takového řešení je variabilita interiéru. Sériový automobil by byl nebezpečný při bočním nárazu nebo převrhnutí na střechu.